# Francis Scott, earl av Dalkeith
Francis Scott, earl av Dalkeith född 19 februari 1721, död 1750, var en brittisk politiker. Han var parlamentsledamot (whig) mellan 1746 och 1750.
Han var son till Francis, 2:e hertig av Buccleuch och Lady Jane Douglas.
Han tog examen 1741 vid Christ Church College, Oxford University, en Master of Arts.
Han gifte sig 1742 med Caroline Campbell, (1717-1794), Baroness Greenwich, dotter till fältmarskalk John Campbell, 2:e hertig av Argyll.

## Barn
- Caroline Scott (1743-?)
- John Scott, lord Scott av Winchester (1745-1749)
- Henry Scott, 3:e hertig av Buccleuch (1746-1812)
- Lady Frances Scott (1750-1817)